# Кувасай
Кувасай (узб. Quvasoy / Қувасой) (в гидрониме кува — узбекское родоплеменное наименование, сой — «горная речка», «горный ручей» или «долина речки») — город в Ферганской области Узбекистана.

## История
Образован в 1954 году на месте рабочего посёлка. Кувасай — это одно из мест расселения депортированных крымских татар.
В Кувасае проживают узбеки, таджики, русские, турки-месхетинцы, татары, корейцы, крымские татары и другие. После падения железного занавеса на всём постсоветском пространстве происходили миграционные процессы. Помимо постсоветского экономического упадка, миграцию усиливали произошедшие 1989 году ферганские события. Кувасай был одним из центров межнациональных столкновений между турками-месхетинцами и узбеками.
В Кувасае также имеются несколько военных баз.

## География
Общая площадь Кувасая — 264 км². Он состоит из 36 населённых пунктов. Находится в 3-х км от границы с Кыргызстаном и в 356 км — от Ташкента. Город расположен на востоке Ферганской области. Граничит с городом Фергана (22 км), с Кувинским и Ферганским районами и частично с Ташлакским районам.
С северо-востока он обрамлён небольшими горными массивами Памиро-Алая с их заснеженными вершинами. Неповторимую красоту городу придаёт протекающая по нему река Исфайрамсай (приток Сырдарьи), от которой отведено несколько каналов, включая Кувасайский.

## Климат
Климат — резко континентальный. Средняя температура июля — +30 °С, января — 0 °С.

## Население
Численность населения — более 100 000 человек (по оценке на 2024 год), в том числе городское — 42 900 человек (57,6 %), сельское — 31 600 человек (42,4 %). По национальному составу узбеки составляют 43,2 %, таджики — 32,3 %, киргизы — 14,5 %, также есть другие национальности.

## Промышленность
Благоприятные природные условия, богатейшие месторождения известняков, гипса и различных глин, близость крупного угольного месторождения, железная дорога, проходящая через Кувасай — всё это в советские годы создало условия для развития крупного промышленного центра.
В городе функционируют 5 крупных промышленных предприятий:
- ДП «Алеста Гласс»,
- АО «Кварц»,
- АО «Кувасайцемент»,
- АО «Кувасай Чинниси» (закрыт),
- КППП ЖБИ «Электрокишлок Курилиш».

Производятся цемент, шифер, стекло строительное, банки, бутылки, железобетонные изделия.
В городе осуществляют свою деятельность 7 совместных предприятий:
- «ТЖМ Делорос» (узбекско-американское) (закрыт),
- «Делконс» (узбекско-американско-итальянское)в данное время это предприятие не функционирует,
- «Имбек» (узбекско-корейское)(закрыт),
- «Кувасайцемент» (узбекско-кипрское),
- «Молочная долина» (узбекско-российское) не существует,
- «Фергана Гласс» (узбекско-британское),
- «Юнитекс ЛТД» (узбекско-американское).

## Образование
В городе имеются Дворец культуры «Зебунисо», 29 общеобразовательных школ (из них 3 (№№1, 3 и 29) — смешанные, с русским и узбекским языками обучения) на 13 807 учеников и 3 профессиональных колледжа с 2854 обучающимися, 2021 году открылся филиал Ферганского государственного университета, заочный факультет.

## Медицина
Функционируют 2 больницы на 225 коек. Амбулаторно-поликлинических учреждений — 14, сельских врачебных пунктов — 12.

## Религия
В марте 2000 года был заложен, а в январе 2012 года освящён построенный православный храм в честь святого праведного Иоанна Кронштатдского. С января 2007 года настоятелем прихода является священник Алексий Биренбаум. Храм рассчитан примерно на 250 прихожан.

## Галерея

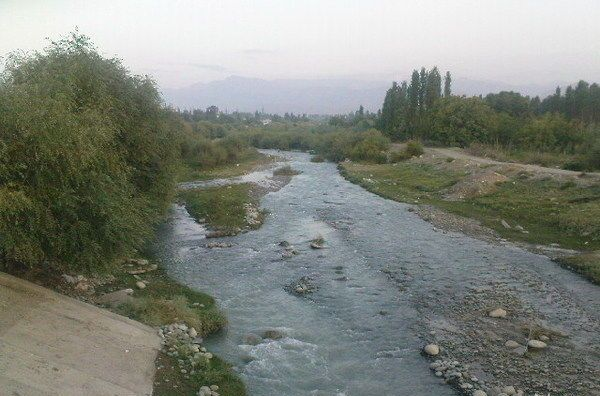
Река Исфайрамсай в черте города.
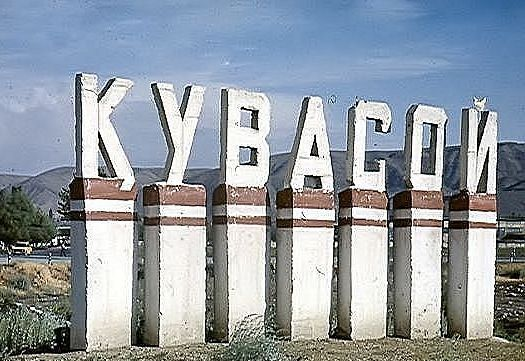
Старая надпись у въезда в город.
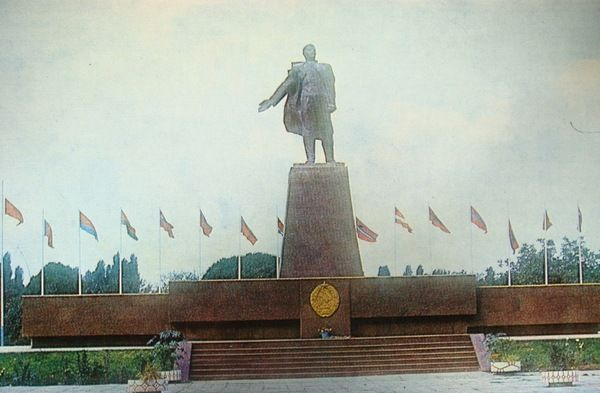
Площадь Ленина (памятник уничтожен в 1990-е годы).
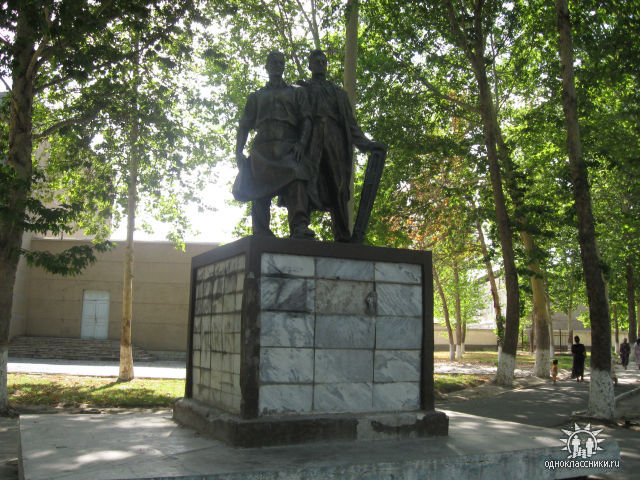
Памятник «Дружба народов».
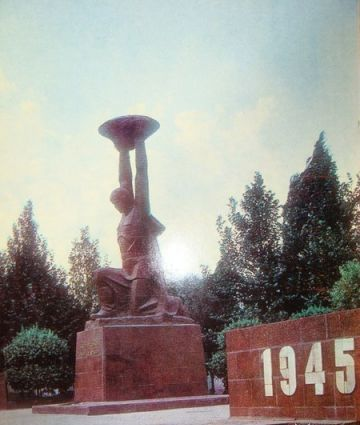
Памятник погибшим в годы Великой Отечественной войны (уничтожен в 1990-е годы).
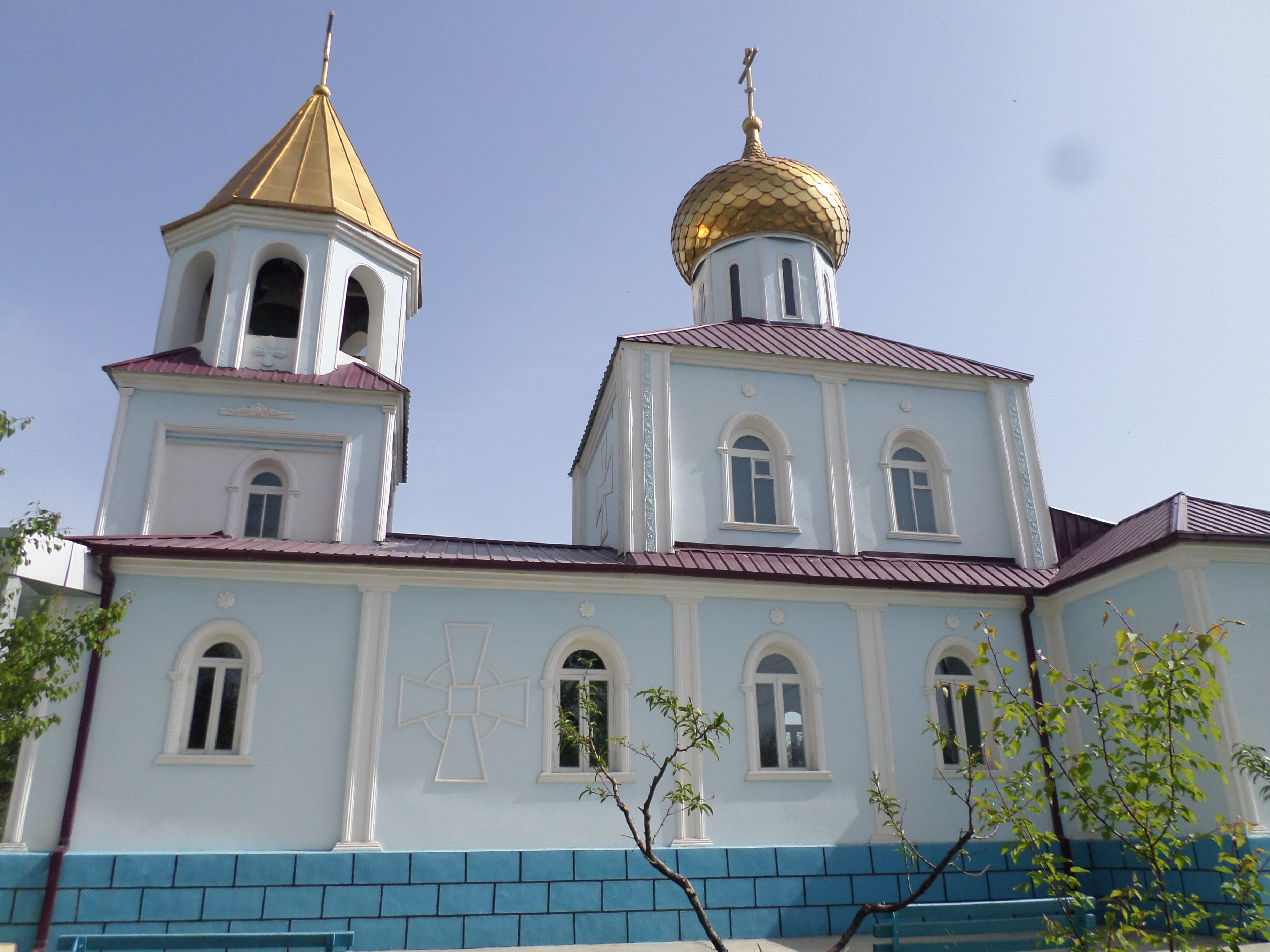
Храм Святого праведного Иоанна Кронштадтского.
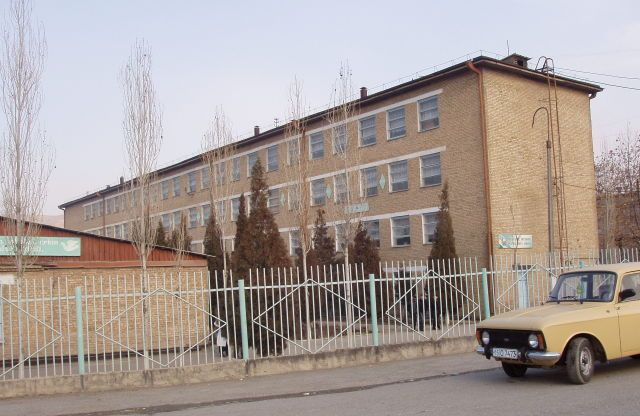
Школа №3.